# 沈之荃
沈之荃（1931年5月27日—），女，上海人，中国高分子化学家，浙江大学教授。曾任浙江省科学技术协会副主席，浙江大学化学系主任、高分子研究所所长。

## 生平
1948年毕业于沪江大学附属中学（现北郊高级中学）。1952年毕业于上海沪江大学化学系。1995年当选为中国科学院院士。1998年被评为第二届中国“十大女杰”。